# Mrówki (województwo warmińsko-mazurskie)
Mrówki (niem. Mrowken) – wieś w Polsce położona w województwie warmińsko-mazurskim, w powiecie giżyckim, w gminie Ryn.
W latach 1975–1998 miejscowość należała administracyjnie do województwa suwalskiego.
Wieś położona jest nad Jeziorem Ryńskim.

## Historia
Wieś założona została przez wielkiego mistrza krzyżackiego Paula von Russdorffa przywilejem z dnia 7 sierpnia 1431, który utworzył tu majątek służebny.
W roku 1539 było tu sześć samodzielnych gospodarstw.
Szkoła w Mrówkach powstała w 1893 roku i funkcjonowała do 1937. Szkołę uruchomiono tutaj ponownie po II wojnie światowej w roku szkolnym 1950/1951, ale ze względu na małą liczbę dzieci funkcjonowała ona tylko do roku 1952/1953.
Podczas akcji germanizacyjnej nazw miejscowych i fizjograficznych historyczna nazwa niemiecka Mrowken została w 1938 r. zastąpiona przez administrację nazistowską sztuczną formą Neuforst.
W roku 1939 wieś miała powierzchnię 381 ha i mieszkało tu 69 osób.
W latach 1954–1972 Mrówki należały do gromady w Rynie.